# 帕耳开
帕耳开（拉丁语：Parcæ）羅馬神话中的一组女神，对应于希臘神話中的摩伊赖（Moirae）（命運三女神）或者是北欧神话中的诺伦（Norn）三女神。
罗马神话中的三位帕耳开分别是：
- 诺娜（Nona，意为“第九”），对应于希腊神话中的克洛托。
- 得客玛（Decima，意为“第十”），对应于拉刻西斯。
- 摩耳塔（Morta，意为“死亡”），对应于阿特罗波斯。

帕耳开可能是从罗马原有的分娩女神（最初只有一人）转化而来的，并被与从希腊引入的命运三女神混同。

## 罗马神话
西方神话中帕耳开一般以三位牵线女性为代表。

### 诺娜
诺娜（Nona）,分娩女神，三女神中最年轻的。所有凡人与神从出生到死亡的命运化身，甚至连朱庇特都害怕她。
在 dies lustricus（净化日），婴儿取名之日为他/她决定寿命，一般是男性婴儿诞生的第九天，女性的第八天。

### 得客玛
得客玛（Decima）决定着人的命运线的长短，所有的好运与厄运。人的财产或婚姻的化身。

### 摩耳塔
摩耳塔（Morta），三女神中最年迈的，一般用老年妇女或者骷髅死神来代表。三者中断线者。